# Werner Smigelski

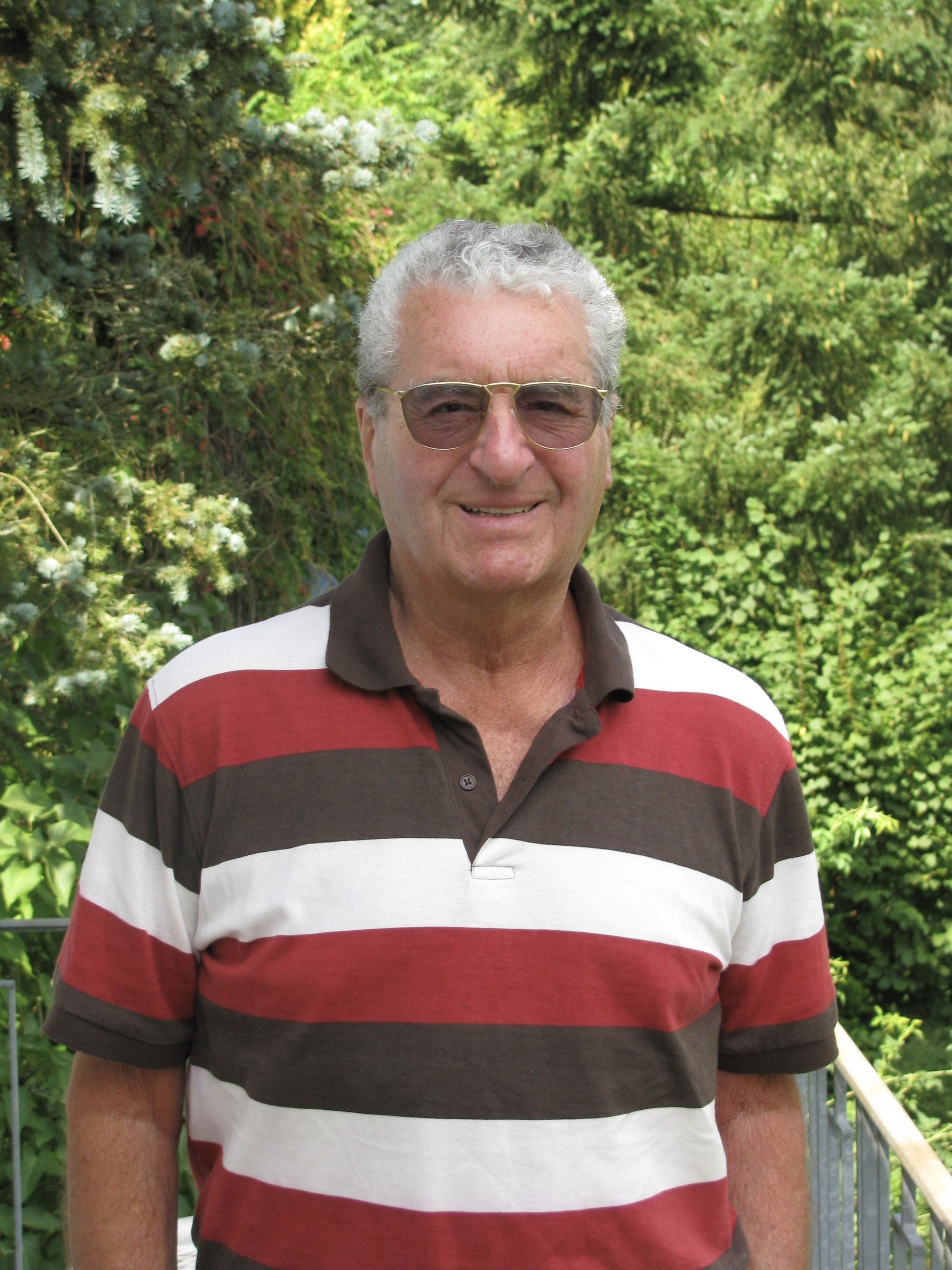
Werner Smigelski (2009)

Werner Ernst Smigelski (* 27. Januar 1929 in Leipzig; † 19. März 2018 in Waxweiler, Eifel) war ein deutscher Hochschullehrer, Musiker, Graphologe, Künstler und Mystiker der Neuzeit.

## Leben
Werner Ernst Smigelski, Sohn von Ernst Smigelski (1881–1950) und Martha Magdalena Smigelski, geborene Möbius wuchs in Leipzig auf. Der Vater war ein Hochschuldozent, Komponist und ehemaliger Salvatorianer-Bruder, entfloh aber 1907 dem Kloster St. Peter in Rom. Die Mutter war der Mystik und Astrologie zugetan. Werner Smigelski hatte eine Schwester und einen Halbbruder.

Smigelski besuchte in Leipzig die Petri-Oberschule von 1935 bis 1947 mit einer Unterbrechung von 2 Jahren, in denen er mit seiner Mutter und Schwester nach Polen floh und dort in Racibórz die Schule besuchte. Nach seinem Oberschulabschluss begann er mit dem Musikstudium an der Hochschule für Musik in Leipzig. Er beendete dieses Studium 1950 mit der Pianistenprüfung. Noch am gleichen Tag floh er aus Leipzig und schloss sich an der Berliner Musikhochschule der Cembaloklasse von Professorin Silvia Kind an. Wenige Jahre später begann Smigelski als Cembalist solistisch und innerhalb kammermusikalischer Veranstaltungen zu konzertieren. Neben dieser Konzertpraxis nahm er an der Freien Universität Berlin das Studium der Musikwissenschaften auf, das er 1957 mit der Promotion zum Dr. phil. mit einer Arbeit Zur Ästhetik des musikalischen Ornaments abschloss. Seit Mitte der 1950er Jahre befasste er sich mit der Graphologie und bestand 1959 die Berufsprüfung als Graphologe. 

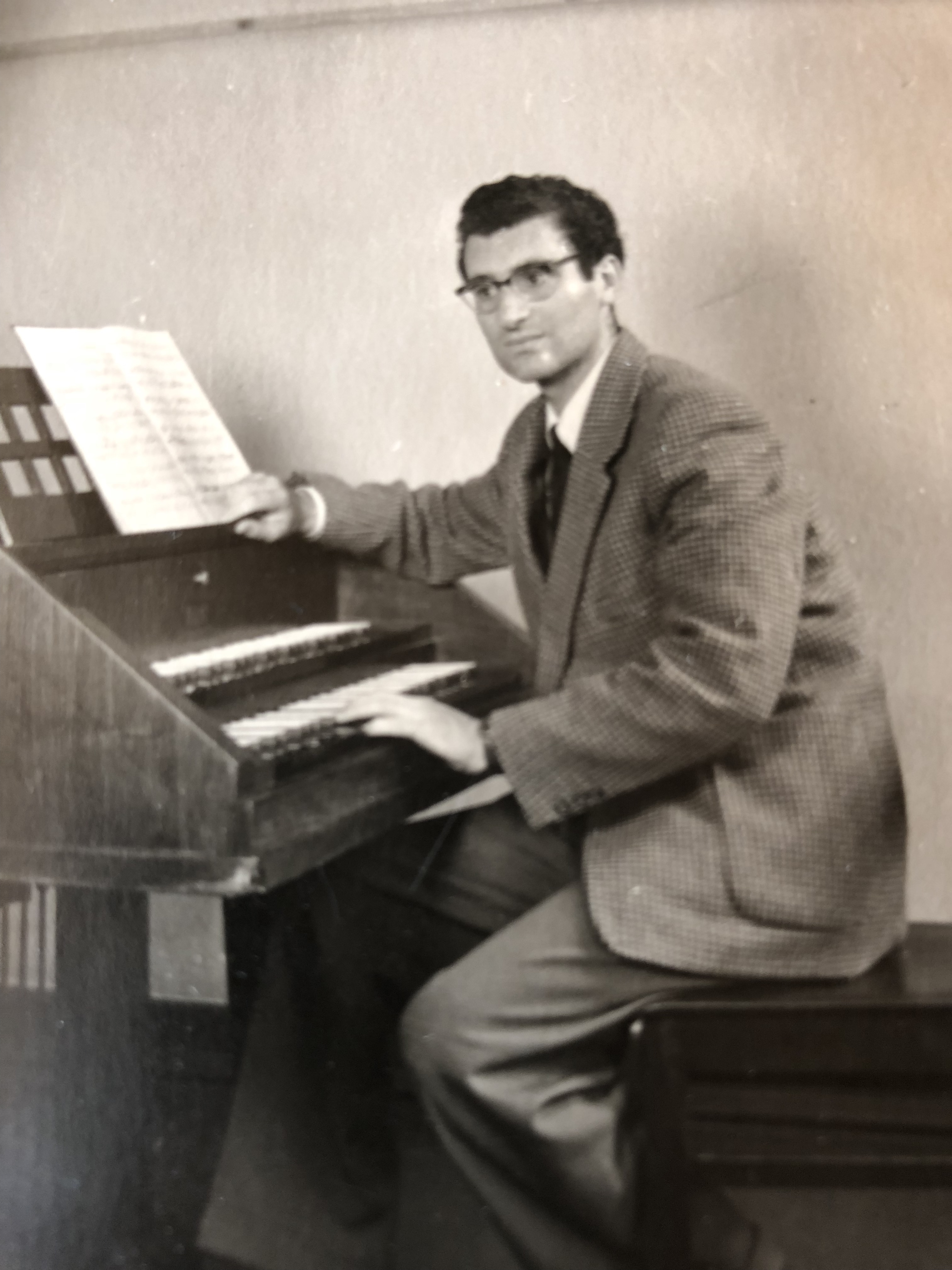
Werner Smigelski am Cembalo (1955)

Er nahm rege am internationalen Austausch teil, z. B. 1952 am 8. Internationalen Musikwettbewerb „Concours de Genève“ in Genf und 1958 am Treffen der internationalen Jugendorchester auf der Brüsseler Weltausstellung.
Zwischen 1956 und 1965 machte er diverse Aufnahmen mit dem RIAS-Jugendorchester unter dem Dirigenten Willy Hannuschke. Mit den Berliner Philharmonikern machte er unter anderem 1961 unter dem Dirigenten Hans von Benda Aufnahmen (EMI/Elec 1C 037-28907 1 S 30). Auch spielte er mit den Düsseldorfer Symphonikern, unter anderem unter der Leitung von Rafael Frühbeck de Burgos.
1959 zog er nach Düsseldorf, um eine Dozentenstelle an der Robert-Schumann-Musikhochschule (damals noch Konservatorium) anzunehmen. Seine Vorlesungen umfassten Bereiche der Musikgeschichte, Latein für die katholischen Kirchenmusiker, Pädagogik, Kinderpsychologie, Klavier und Cembalo sowie Kammermusik.
1967 gründete er mit seinen Studenten den Montagskreis „philosophisch-spiritueller Austausch“.

## Mystiker
Smigelski wandte sich seit 1972 der Mystik und inneren Einkehr zu, ausgelöst durch ein mystisches Erlebnis. Er war ein detaillierter Kenner der mystischen Überlieferungen aller Weltreligionen. Mit dem Eintritt in den Ruhestand 1992 zog er sich in die Eifel zurück und widmete sich vollkommen der Mystik. Er veröffentlichte dazu insgesamt 12 Bücher.
Smigelski legte den Grundstein für die Casa SMI, ein Seminarzentrum und spirituelle Begegnungsstätte in Waxweiler, die nach ihm benannt ist und 2019 nach seinem Ableben gegründet wurde.

## Stiftung
Am 27. November 2023 wurde in Waxweiler die gemeinnützige Stiftung „Prof. Dr. Werner Smigelski“ ins Leben gerufen. Zweck der Stiftung ist die Förderung der Bewusstseinsentfaltung von Menschen, welche nach einem tieferen Sinn des Lebens suchen. Die Stiftung bezweckt zudem die Erforschung von spirituellem Wissen im Sinne des menschlichen Miteinanders der Gegenwart und in der Zukunft sowie in Bezug auf Gesundheitsfragen, und im Sinne der Zusammenführung von Wissenschaft und Spiritualität/Religion. Die Casa SMI als Seminarzentrum und spirituelle Begegnungsstätte in Waxweiler wird in die Stiftung überführt.

## Veröffentlichungen
- Der Traum des Jakob. Frankfurter Literaturverlag, ISBN 978-3-86548-488-8 (als Anonymos)[4]

 Im Selbstverlag 
- Telepathie. BoD, ISBN 978-3-8334-3158-6.
- Wege zur Erleuchtung zwischen Selbsterkenntnis und Verblendung. BoD, ISBN 978-3-8334-6984-8.
- Krankheit als Bewusstseinsgenese / Heilung durch Selbsterkenntnis. BoD, ISBN 978-3-7460-4963-2.
- Strahlen, Kosmos, Mensch. BoD, ISBN 978-3-7392-4699-4.
- Schöpfung: Unschärferelation von Geist und Materie Verhüllung und Offenbarung. BoD, ISBN 978-3-8370-4821-6.
- Energie – Substanz – Bewusstsein: Versuch einer Definitionsfixierung als Brückenschlag zwischen Physik und Spiritualität. BoD, ISBN 978-3-7460-6195-5.
- Inkarnation: Woher wir kommen – Wer wir sind und wo wir stehen – wohin wir gehen. BoD, ISBN 978-3-8334-8509-1.
- Ätherleib und Quantenbewusstsein. BoD, ISBN 978-3-8391-8283-3.
- Radioaktivität: Funktion aller Umwandlungsprozesse im Kosmos. BoD, ISBN 978-3-7460-6239-6.
- Autoimmunerkrankungen und Ätherleib. BoD, ISBN 978-3-7460-6238-9.
- Unschärferelation: von Geist und Materie. BoD, ISBN 978-3-8370-9706-1.